# Бюкай, Морис
Мори́с Бюка́й (фр. Maurice Bucaille; 19 июля 1920, Пон-л’Эвек, Франция — 17 февраля 1998, Париж, Франция) — французский врач-гастроэнтеролог и писатель. Член Французского общества египтологии. Широкую известность получил как автор книги «Библия, Коран и наука».

## Биография
Родился 19 июля 1920 года в городе Понт-Элевек во Франции в семье Мориса и Марии Бюкай.
В 1945—1982 годах занимался медицинской практикой в качестве врача-гастроэнтеролога. Начал изучать арабский язык, когда узнал, что один из его пациентов-мусульман читает Коран в подлиннике. С 1973 года являлся семейным врачом короля Саудовской Аравии Фейсала и членов семьи президента Египта Анвара Садата.

## Букаиллеизм
Букаиллеизм — это термин, использующийся для обозначения убеждения в том, что современная наука не противоречит религии, а также утверждение что «Коран предсказал теорию большого взрыва, космические путешествия и другие современные научные открытия».
Журналист The Wall Street Journal Дэниел Голден отмечает, что букаиллеизм «в каком-то смысле мусульманский аналог христианского креационизма», хотя «в то время как креационизм отвергает многое из современной науки, букаиллеизм охватывает его».

### Сравнительное изучение Корана и ислама
Находясь в Египте занимался медицинским изучением мумий в Каирском египетском музее. В это же время он пришёл к выводу о том, что при более пристальном рассмотрении некоторых арабских понятий становится понятным согласованность между утверждениями содержащимися в коранических стихах и современными научными и историческими данными. Ещё большая уверенность у него возникла после того, как он исследовал мускульные ткани мумии фараона Мернептаха, установив, что причиной смерти послужил сильный удар водой, и отождествил умершего с тем египетским царём, который преследовал Моисея и ушедших из Египта евреев. Бюкай утверждал, что в Коране (28 сура, 40 аят; 51 сура, 40 аят) прямо сказано, что фараон Исхода и его воины преследуя евреев были брошены (набадха) в воды Красного моря, в то время как библейское представление (Исход 14, 28-29) о том, что фараон утонул неверно, поскольку тело не могло так долго пролежать под водой и сохраниться. Также Бюкай обращал внимание на то, что в Коране  в этом случае не только имеет место согласие ислама и науки, но и также происходит исполнение пророчества, поскольку говорится, что тело фараона было бы сохранено «чтобы ты стал знамением для тех, кто будет после тебя» (10 сура аят 92). Именно этой вере в божественное происхождение Корана обязан выход 1976 году в свет его книга «Библия, Коран и наука», в которой он отстаивал подобную точку зрения.
Книга сразу же стала популярной, получила широкую известность в мусульманском мире, была продана миллионами копий и переведена на многие языки. В ней Бюкай утверждал, что Коран содержит много научных открытий и находится в согласии с научными фактами, в отличие от Библии. Кроме того он заявлял, что в исламе религия и наука всегда были как «две сестры» (vii). Согласно его работе есть монументальные научные ошибки в Библии и ни единой ошибки в Коране. Бюкай утверждает, что описания природных явлений в Коране, полностью совместимы с современной наукой, в то время как в Библии видит сплошные ошибки (в частности считает особенно противоречивым рассказ о сотворении мира в книге Бытия, где сообщается о создании растений до того как появилось Солнце, что невозможно без фотосинтеза). В другом месте Корана Бюкай связал сотворение людей с чем-то, именуемым «алак», что имеет отношение к одной из ступеней «мудха» (23 сура, аят 14). Оба слова Бюкай перевёл, как «то, что цепляется» и «жуёт плоть», соответственно и указал на то, что оплодотворенная яйцеклетка прикрепляется к матке, а одна из первых стадий развития эмбриона внешне напоминает разжёванную плоть. Таким образом он пришёл к выводу, что и в этом случае Коран полностью согласуется с научным представлением об оплодотворении. Бюкай приходит к выводу, что Коран — это, действительно, Слово Божье. Бюкай утверждал, что Ветхий Завет был искажен из-за многочисленных переводов и коррекции, так как он был передан в устной форме. Он подчеркивал, что «из-за многочисленных разногласий и повторений», в Ветхом Завете и Евангелиях. В своем анализе, Бюкай утверждает, что он использует множество предложений библейской критики, такие, как документальная гипотеза.
В 1982 году вышла его книга «Откуда произошёл человек? Ответы науки и Священного Писания» в которой выступил с критикой эволюционной теории. В 1987 году подробный отчёт об исследований мумий вышел в виде книги «Мумии фараонов. Рамзеc II в Париже. Фараон и Моисей». А 1989 году совместно с тунисским историком Мохамедом Тальби выпустил книгу «Размышления о Коране». А в своей последней книге «Моисей и фараон», вышедшей в 1994 году, Бюкай расширил связь между археологическими данными и Исходом.
Бюкай широко выступал по всему миру с лекциями, где рассказывал о своих исследованиях, как и принимал участие в документальном фильме «Книга знаков» снятом в 1986 году в Малайзии режиссёром Шахром Мохаммедом Домом, также посвящённом его идеям.

### Подходы Бюкая
Бюкай сам не являясь философом науки, тем не менее пытался собрать воедино различные части знания в общее дело. Он сосредотачивал своё внимание на различиях теории и фактов, хотя и считает, что они оба касаются подлинных научных исследований, но в то же время полагает, что к ним нужно относиться совсем по-другому. Факты он определял, как некие явления и механизмы, знание которых можно считать само собой разумеющимся, как то, что может быть доказано в любое время. Они могут быть на протяжении какого-то времени определены с большей точностью, но их суть уже не подвергается сомнению. Так Бюкай ссылался на такие факты космологического уровня, как вращение Земли вокруг Солнца, к биологическим фактам — зачатие у человека. К частным фактам Бюкай относил состояние мумий, которые он исследовал. Теории Бюкай определял, как гипотетические конструкции, использующиеся для истолкования фактов, и которые всегда могут быть подвергнуты сомнению или из-за того, что недостаточно подтверждаются фактами, или же противоречат каким-то новым открытиям. В целом к любым теориям Бюкай относился отрицательно, поскольку считал, что они по своей природе очень зыбкие и всё время меняются. Отсюда любая теория у Бюкая это уничижительное определение дарвинизма в любом его виде, который он считал излишне преувеличенным и слабо подтверждённым фактами явлением. Именно поэтому во всех своих книгах Бюкай постоянно проводил различие между теориями и фактами и всегда отдавал предпочтение только последним.

### Влияние и критика идей Бюкая
Научный сотрудник Центра ближневосточных исследований Лундского университета исламовед Стефано Биглиарди отмечая, что идеи Бюкая не следует рассматривать как очень новые, поскольку и ранее исламскими учёными предпринимались попытки «научного обоснования» Корана и выявление научных понятий и открытий заложенных в его аятах, в то же время указывает, что Бюкай предпринял это рассмотрение под новым углом, поскольку «его анализ был беспрецедентным в сочетании археологических данных, критики Библии и совместимой с исламом защиты креационизма». С тех пор идеи Бюкая оказались успешными и обрели много сторонников и последователей, а также были подхвачены различными фондами, публиковались в книгах, конвенциях и буклетах, которые выпускались в геометрической прогрессии. К таковым, в частности, Биглиарди относит египетского геолога Заглула Эль-Наггара и турецкого писателя Аднана Октара (Харун Яхья), которые достаточно часто повторяют доводы своего предшественника. И именно благодаря этому определённые работы Бюкая до сих пользуются спросом. Биглиарди отмечает, что «через тридцать пять лет после его первой книги наследие Бюкая процветает: его книги с восторгом перечитываются участниками исламских форумов, его конференции и видеозаписи имеют тысячи просмотров на YouTube, а также недавно был выпущен документальный фильм с его объяснением Исхода, Моисея и фараона».
Работа Бюкая способствовала началу широкого обсуждения утверждения о том, что ислам, при посредничестве Корана, находится в согласии с естественно-научной мыслью. Подобные утверждения держатся на нескольких доводах, которые под разными углами подчёркиваются и преподносятся различными авторами. Обычно указывается на то, что в Коране существует как большое количество отсылок к различным явлениям природы, так и призывы наблюдать за происходящим в природном мире и стремиться к распространению знаний о нём через обнаружение причинно-следственной связи. При этом особо подчёркивается, что исторически это согласие в полной мере проявлялось в «золотом веке ислама», охвативший исторический период с VIII по XIII века, когда в мусульманских странах произошёл расцвет науки. Стремление вернутся к тому времени вызвало у сторонников идей Бюкая мысль, что полное осознание, а затем и восстановление утраченного согласия между исламом и наукой способно помочь устранить „недостатки“, которые по их мнению, есть у западной (светской) науки. И, следовательно, способствовать созданию такого общественного уклада, где бы можно было пользоваться плодами технологий без отказа от религиозного образа жизни.
Биглиарди в связи с этим отмечает, что подобного рода мысли можно найти и у Бюкая, поскольку «его работы можно рассматривать как ускоритель культурного феномена, но также как научный вклад». Биглиарди ссылается на директора Центра ближневосточных исследований Лундского университета исламоведа Лейфа Штенберга, который изучил работы Бюкая, пытаясь понять как они добились такого успеха у широкого читателя, а также провёл сравнительный анализ взглядов Бюкая и других мусульманских интеллектуалов, взявших на себя бремя доказать созвучие идей изложенных в Коране и современной наукой. К таковым Штенберг отнёс британско-пакистанского научного журналиста Зияуддина Сардара, иранского философа и религиоведа Сейида Хоссейна Насра и палестинско-американского философа Исмаила Раджи аль-Фаруки.
С тех пор на сцену вышло «новое поколение» сторонников Бюкая в вопросах согласия науки и ислама, представители которого обогатили свои знания в области естественных наук глубоким пониманием как мусульманской культуры и философии, так и различных умм. К ним относятся иранский физик и философ Мехди Голшани, иракский физик Мохаммед Басиль Алтай, пакистанско-канадский химик и писатель Музаффар Икбал, алжирский астрофизик Нидал Гессум и французский астрофизик Бруно Гуидердони.

## Сочинения
- What is the Origin of Man? Islamic Book Service, 2005 —  228 p. (ISBN 81-7231-293-8)
- La Bible, le Coran et la Science : Les Écritures Saintes examinées à la lumière des connaissances modernes, Seghers 1976, (ISBN 978-2-221-50153-5), Pocket 2003, (ISBN 978-2-266-13103-2)
- La bible, le coran et la science (The Bible, the Qur’an, and Science : The Holy Scriptures Examined in the Light of Modern Knowledge), traduit par Alistair D. Pannell, 7e édition, TTQ, Inc., 2003 (ISBN 1-879402-98-X).
- Les Momies des pharaons et la médecine, Séguier, 1987 (ISBN 2-906284-47-5). Mummies of the Pharaohs: Modern Medical Investigations by Maurice Bucaille. Translated by Alastair D. Pannell and the author. Illustrated. 236 pp. New York: St. Martin’s Press.
- Réflexions sur le Coran, Seghers, (Reflections on the Koran) 1989 (ISBN 2-232-10148-7).
- L’homme d’où vient-il? Les réponses de la science et des Écritures Saintes (Man where is he coming from? The responses of science and Scripture), Seghers, 1980 7ème éd.(ISBN 2-221-00781-6).
- Moïse et Pharaon ; Les Hébreux en Egypte ; (Moses and Pharaoh, The Hebrews in Egypt) Quelles concordances de Livres saints avec l’Histoire, Seghers, 1995 (ISBN 2-232-10466-4).
- Moïse et l’Exode. Confluent éd., Paris 1996